# Bazyli (Mansour)
Bazyli (ur. 1962 w Muzajri’a) – syryjski duchowny prawosławnego Patriarchatu Antiocheńskiego, od 2008 metropolita Akkaru.

## Życiorys
Chirotonię biskupią otrzymał w 1995 jako biskup Tartusu i Safity. W 2008 został mianowany metropolitą Akkaru.